# Lijst van gemeentelijke monumenten in Zuid-Holland

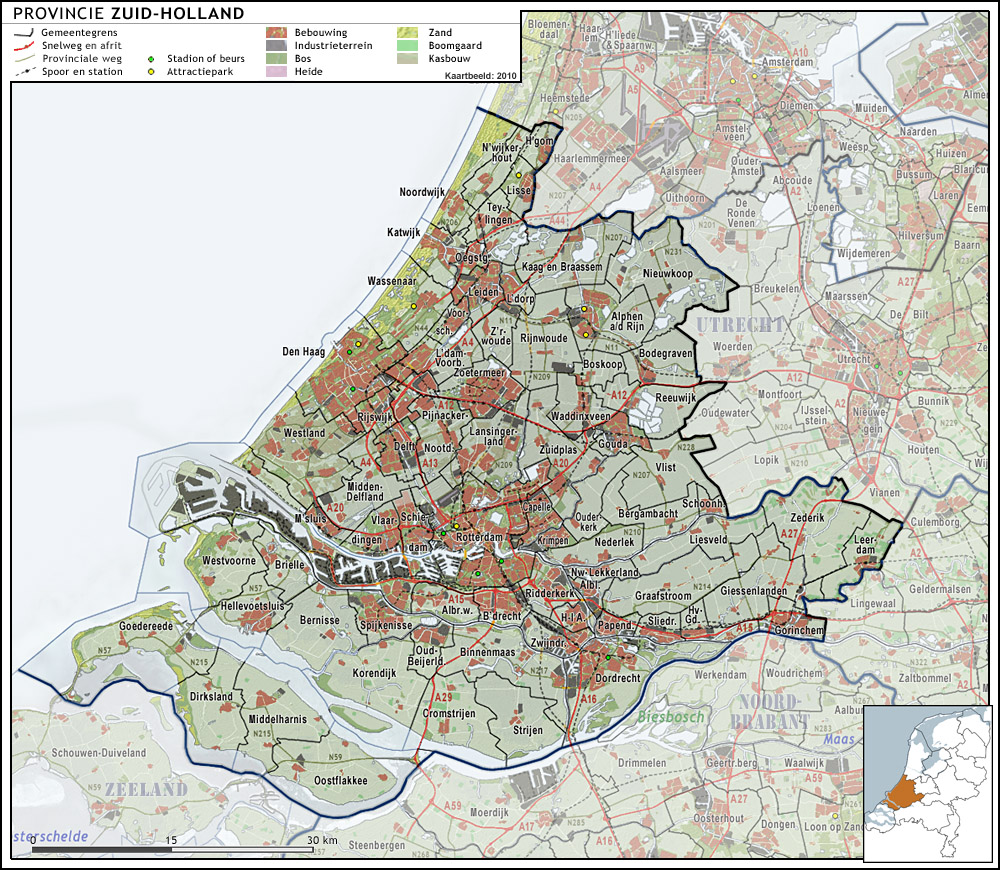
Zuid-Holland in 2010 - N.B.: De vm. gemeenten Zederik en Leerdam horen sinds 2019 bij Utrecht

In een aantal gemeenten in Zuid-Holland zijn er gemeentelijke monumenten door de gemeente aangewezen.
- Lijst van gemeentelijke monumenten in Alblasserdam
- Lijst van gemeentelijke monumenten in Albrandswaard
- Lijst van gemeentelijke monumenten in Alphen aan den Rijn
- Lijst van gemeentelijke monumenten in Barendrecht
- Lijst van gemeentelijke monumenten in Bodegraven-Reeuwijk
- Lijst van gemeentelijke monumenten in Capelle aan den IJssel
- Lijst van gemeentelijke monumenten in Delft
- Lijst van gemeentelijke monumenten in Den Haag
- Lijst van gemeentelijke monumenten in Dordrecht
- Goeree-Overflakkee heeft anno 2015 geen gemeentelijke monumenten[1]
- Lijst van gemeentelijke monumenten in Gorinchem
- Lijst van gemeentelijke monumenten in Gouda
- Lijst van gemeentelijke monumenten in Hardinxveld-Giessendam
- Lijst van gemeentelijke monumenten in Hendrik-Ido-Ambacht
- Lijst van gemeentelijke monumenten in Hillegom
- Lijst van gemeentelijke monumenten in Hoeksche Waard
- Lijst van gemeentelijke monumenten in Kaag en Braassem
- Lijst van gemeentelijke monumenten in Katwijk
- Krimpen aan den IJssel heeft geen gemeentelijke monumenten[2]
- Lijst van gemeentelijke monumenten in Krimpenerwaard
- Lijst van gemeentelijke monumenten in Lansingerland
- Leerdam heeft geen gemeentelijke monumenten[3]
- Lijst van gemeentelijke monumenten in Leiden
- Leiderdorp heeft geen gemeentelijke monumenten[4]
- Lijst van gemeentelijke monumenten in Leidschendam-Voorburg
  - Lijst van gemeentelijke monumenten in Leidschendam
  - Lijst van gemeentelijke monumenten in Stompwijk
  - Lijst van gemeentelijke monumenten in Veur
  - Lijst van gemeentelijke monumenten in Voorburg
- Lijst van gemeentelijke monumenten in Lisse
- Lijst van gemeentelijke monumenten in Maassluis
- Lijst van gemeentelijke monumenten in Midden-Delfland
- Lijst van gemeentelijke monumenten in Molenlanden
  - Lijst van gemeentelijke monumenten in Nieuwpoort
- Lijst van gemeentelijke monumenten in Nieuwkoop
- Lijst van gemeentelijke monumenten in Nissewaard
- Lijst van gemeentelijke monumenten in Noordwijk
- Lijst van gemeentelijke monumenten in Oegstgeest
- Papendrecht heeft geen gemeentelijke monumenten[5][6]
- Lijst van gemeentelijke monumenten in Pijnacker-Nootdorp
- Lijst van gemeentelijke monumenten in Ridderkerk
- Lijst van gemeentelijke monumenten in Rijswijk
- Lijst van gemeentelijke monumenten in Rotterdam
- Lijst van gemeentelijke monumenten in Schiedam
- Lijst van gemeentelijke monumenten in Sliedrecht
- Lijst van gemeentelijke monumenten in Teylingen
- Lijst van gemeentelijke monumenten in Vlaardingen
- Lijst van gemeentelijke monumenten in Voorne aan Zee
- Lijst van gemeentelijke monumenten in Voorschoten
- Lijst van gemeentelijke monumenten in Waddinxveen
- Lijst van gemeentelijke monumenten in Wassenaar
- Lijst van gemeentelijke monumenten in Westland
- Lijst van gemeentelijke monumenten in Zoetermeer
- Lijst van gemeentelijke monumenten in Zoeterwoude
- Lijst van gemeentelijke monumenten in Zuidplas
- Lijst van gemeentelijke monumenten in Zwijndrecht